# Qualificazioni alla Coppa delle nazioni oceaniane 1996
Sono elencate di seguito le date e i risultati per le qualificazioni alla Coppa delle nazioni oceaniane 1996.

## Formula
11 membri OFC: 4 posti disponibili per la fase finale. L'Australia e la Nuova Zelanda sono qualificate automaticamente alla fase finale. Rimangono 9 squadre per 2 posti disponibili per la fase finale. Le qualificazioni vengono messe in palio attraverso due competizioni: la Coppa della Melanesia 1994 e la Coppa della Polinesia 1994.

## Coppa della Melanesia
Isole Salomone qualificata alla fase finale.

## Coppa della Polinesia
Tahiti qualificata alla fase finale.